# Gwidon z Toskanii
Gwidon z Toskanii (ur. w 896, zm. w 930) – władca Toskanii, drugi mąż Marozji, wpływowej kobiety w Rzymie.

## Życiorys
Był synem markiza Toskanii, Adalberta II i Berty, córki władcy longobardzkiego, Lotara II. W 915 roku, po śmierci swojego ojca, odziedziczył po nim władzę i tytuły markiza Toksanii i hrabiego Lukki. W latach 916-920 przebywał w więzieniu w Mantui. Gdy zmarł Alberyk I, Gwido został drugim mężem Marozji i miał z nią trójkę dzieci (m.in. Teodorę i Bertę). Władzę w Toksanii przejął po nim jego brat, Lambert.